# Baccharis eggersii
Baccharis eggersii là một loài thực vật có hoa thuộc họ Asteraceae.
Loài này chỉ có ở Ecuador. Môi trường sống tự nhiên của chúng là rừng khô nhiệt đới hoặc cận nhiệt đới. Chúng hiện đang bị đe dọa vì mất môi trường sống.